# War Requiem
Pour l’article homonyme, voir War Requiem (film).
Le War Requiem, opus 66 est un requiem non liturgique composé par Benjamin Britten en 1962 pour la consécration de la nouvelle cathédrale de Coventry en Angleterre, remplaçant celle détruite par des bombardements allemands lors de la Seconde Guerre mondiale. Cette œuvre vocale nécessite trois solistes (soprano, ténor, baryton), un chœur, un chœur d'enfants, un orgue, et deux orchestres (un grand orchestre et un orchestre de chambre). Son exécution demande environ 85 minutes.

## Genèse de l'œuvre
Le War Requiem fut créé le 30 mai 1962 pour la reconstruction de la cathédrale de Coventry, détruite pendant la Seconde Guerre mondiale par des bombardements. La cathédrale avait été reconstruite sur un plan de Basil Spence et l'œuvre de Britten lui a été commandée pour la cérémonie d'inauguration de celle-ci. Pour cette cérémonie également Michael Tippett écrivit un opéra : King Priam.
Il ne s'agissait pas pour Britten de réaliser une œuvre exaltant l'armée britannique victorieuse. Il y vit plutôt une occasion de manifester son rejet de la guerre et de ses atrocités. C'est ainsi qu'il eut l'idée brillante d'associer le cérémonial du Requiem romain à la poésie de Wilfred Owen. Ce dernier, poète bien plus connu en Angleterre qu'en Europe continentale, était un des mieux à même de témoigner de l'horreur de la guerre dans la mesure où, engagé volontaire lors de la Première Guerre mondiale, il avait eu à payer le plus lourd tribut à celle-ci. C'est dans les tranchées des Flandres qu'il écrira un texte d'une amertume cuisante sur ce qu'il vivait en tant que soldat de l'armée britannique, avant de mourir le 4 novembre 1918, une semaine avant l'armistice. Ajoutons à cela qu'Owen était de notoriété publique homosexuel et l'on comprendra que Britten avait trouvé là exactement la sensibilité qu'il cherchait à donner à son œuvre.
La distribution prévue pour la création mérite d'être notée, car elle manifeste bien l'intention de Britten. Elle comprend trois des chanteurs les plus connus de l'époque : le baryton allemand Dietrich Fischer-Dieskau, la soprano russe Galina Vichnevskaïa, ainsi que l'interprète des œuvres de Britten et son compagnon, le ténor anglais Peter Pears. Conçu dans une ambition de réconciliation et de devoir commun de tous les peuples d'éviter la réitération d'un tel conflit, le War Requiem est une méditation, parfois extrêmement douloureuse, sur les pertes suscitées par les guerres.
Dmitri Chostakovitch considérait le War Requiem comme l'œuvre musicale la plus importante du XXe siècle.

## Orchestration
Les musiciens sont divisés en trois groupes qui alternent et interagissent tout au long de l'œuvre. La soprano soliste est accompagnée par l'orchestre en entier, les solistes baryton et ténor sont accompagnés par l'orchestre de chambre, le chœur de garçons est accompagné par un petit orgue portatif (idéalement ce dernier groupe est placé à une certaine distance de l'orchestre). La soprano et le chœur chantent la messe de requiem traditionnelle en latin tandis que le ténor et le baryton chantent des poèmes de Wilfred Owen.

## Mouvements et structure
L’œuvre est composée de six mouvements :
- Requiem aeternam (10 minutes)
  - Requiem aeternam (chœur de garçons)
  - What passing bells (ténor solo)
- Dies irae (27 minutes)
  - Dies irae (chœur)
  - Bugles sang (baryton solo)
  - Liber scriptus (soprano solo et chœur)
  - Out there, we walked quite friendly up to death (ténor et baryton soli)
  - Recordare (chœur de femmes)
  - Confutatis (chœur d’hommes)
  - Be slowly lifted up (baryton solo)
  - Reprise du Dies irae (chœur)
  - Lacrimosa (soprano et chœur) entremêlé avec Move him, move him (soprano solo et chœur ; ténor solo)
- Offertorium (10 minutes)
  - Domine Jesu Christe (chœur de garçons)
  - Quam olim Abrahae (chœur)
  - Isaac and Abram (So Abram rose) (ténor et baryton soli)
  - Hostias et preces tibi (chœur de garçons)
  - Reprise of Quam olim Abrahae (chœur)
- Sanctus (10 minutes)
  - Sanctus and Benedictus (soprano solo et chœur)
  - After the blast of lightning (baryton solo)
- Agnus Dei (4 minutes)
  - Agnus Dei (chœur) entremêlé avec One ever hangs (chœur ; ténor solo)
- Libera me (23 minutes)
  - Libera me (soprano solo et chœur)
  - Strange Meeting (It seems that out of battle I escaped) (ténor et baryton soli) ; la fin en est combinée avec
  - In paradisum (chœur de garçons, puis chœur et soprano solo) et
  - Requiem aeternam (chœur de garçons).

## Première et autres représentations
Pour la première, il était prévu que les solistes soient Galina Vichnevskaïa (russe), Peter Pears (anglais) et Dietrich Fischer-Dieskau (allemand) afin de montrer un esprit d'unité. Malheureusement l'URSS ne permit pas à Vichnevskaïa de se rendre à Coventry pour le concert et elle fut remplacée au dernier moment par Heather Harper.
La première a eu lieu le 30 mai 1962 dans la cathédrale reconstruite de Coventry avec l'orchestre de la ville de Birmingham et l'ensemble Melos. Cette représentation a été dirigée par Meredith Davies et le compositeur. Il y a eu un profond silence entre les dernières notes et les applaudissements mais ce fut un triomphe. Après la première, Britten écrivit à sa sœur au sujet de sa musique : « J'espère que cela fera réfléchir un peu les gens ». Britten a mis sur la page de titre de la partition cette citation de Wilfred Owen: « My subject is War, and the pity of War / The Poetry is in the pity ... / All a poet can do today is warn. »
La première de l'hémisphère sud eut lieu à Wellington en Nouvelle-Zélande le 27 juillet 1963. Elle fut jouée par l'Orchestre national de Nouvelle-Zélande et la Royal Christchurch Musical Society avec pour solistes Peter Baillie, Graeme Gorton et Angela Shaw. Le chef d'orchestre était John Hopkins.
La première nord-américaine eut lieu ce même jour à Tanglewood avec Erich Leinsdorf dirigeant le Boston Symphony Orchestra avec comme solistes Phyllis Curtin, Nicholas Di Virgilio, Tom Krause et avec le Chorus Pro Musica et le Columbus Boychoir.
La première néerlandaise eut lieu pendant le Holland Festival en 1964. Le Concertgebouw Orchestra d'Amsterdam et le Chœur de la Radiophonie hollandais étaient dirigés par Bernard Haitink ; l'orchestre de chambre (composé de musiciens du Concertgebouw Orchestra) était dirigé par Britten lui-même. Les solistes étaient Vichnevskaya, Fischer-Dieskau et Pears, dans leur première apparition publique ensemble.

### Après 2000
Une interprétation de ce requiem a été jouée par l'English Chamber Choir à Your Country Needs You, un événement rassemblant des voix s'opposant à la guerre organisé par le Crass Collective en novembre 2002.
Yoshi Oida réalise une nouvelle mise en scène en 2017 pour l'Opéra de Lyon,,.

## Enregistrements
L'enregistrement le plus connu est celui du London Symphony Orchestra dirigé par Benjamin Britten avec comme solistes Galina Vichnevskaïa, Dietrich Fischer-Dieskau et Peter Pears, produit en 1963. Il a rapidement été vendu à 200 000 exemplaires, un nombre exceptionnel pour un morceau de musique classique à cette époque. L'ingénieur du son John Culshaw rapporte que Vichnevskaïa protesta pendant l'enregistrement car elle pensait qu'elle devait être placée avec les solistes hommes plutôt qu'avec le chœur.
Cet enregistrement a reçu le Grammy Hall of Fame Award en 1998.
Un autre enregistrement est également disponible avec Elisabeth Söderström, Robert Tear, Thomas Allen et le City of Birmingham Symphony Orchestra dirigé par Sir Simon Rattle. L'œuvre a également été enregistrée par Kurt Masur, Carlo Maria Giulini, Richard Hickox, Martyn Brabbins, John Eliot Gardiner et Robert Shaw .

## Adaptation au cinéma
En 1989, le réalisateur Derek Jarman a adapté le War Requiem dans un film sans dialogue utilisant l'enregistrement de 1963 et avec Nathaniel Parker jouant Wilfred Owen et Sir Laurence Olivier jouant un vieux soldat. Ce fut la dernière apparition de Laurence Olivier avant sa mort en juillet 1989, après avoir souffert de maladie les vingt dernières années de sa vie.

### Distribution
- Laurence Olivier : un vieux soldat
- Nathaniel Parker : Wilfred Owen
- Tilda Swinton : une infirmière
- Sean Bean : un soldat allemand
- Nigel Terry : Abraham
- Patricia Hayes : une mère

Le tournage du film a eu lieu dans un hôpital du Kent, a commencé le 17 octobre 1988 et a duré 18 jours. Il est sorti en Grande-Bretagne le 6 janvier 1989, au Canada le 12 septembre 1989 et aux États-Unis le 26 janvier 1990.

## Sources
- (en) Cet article est partiellement ou en totalité issu de l’article de Wikipédia en anglais intitulé « War Requiem » (voir la liste des auteurs).